# شيهميات العالم الجديد
شيهميات العالم الجديد (الاسم العلمي Erethizontidae)، فصيلة حيوانات لبونة قاضمة من القوارض. تقطن الأشجار في غابات أمريكا الشمالية والجنوبية.